# Crewe by Farndon
Crewe by Farndon is een civil parish in het bestuurlijke gebied Cheshire West and Chester, in het Engelse graafschap Cheshire met 16 inwoners.